# 炭河里青铜博物馆
宁乡市博物馆（炭河里青铜博物馆），又名炭河里青铜博物馆，位于中国长沙市宁乡市炭河里国家考古遗址公园内，设立于2013年，总投资4.5亿，集收藏、研究、保管和展示炭河里遗址出土文物为一体，是湖南唯一的青铜文化主题博物馆。
炭河里遗址出土了知名的四羊方尊、大禾方鼎等青铜器，更打破了此前中国史学界“青铜文化不过长江”说法。

## 历史沿革

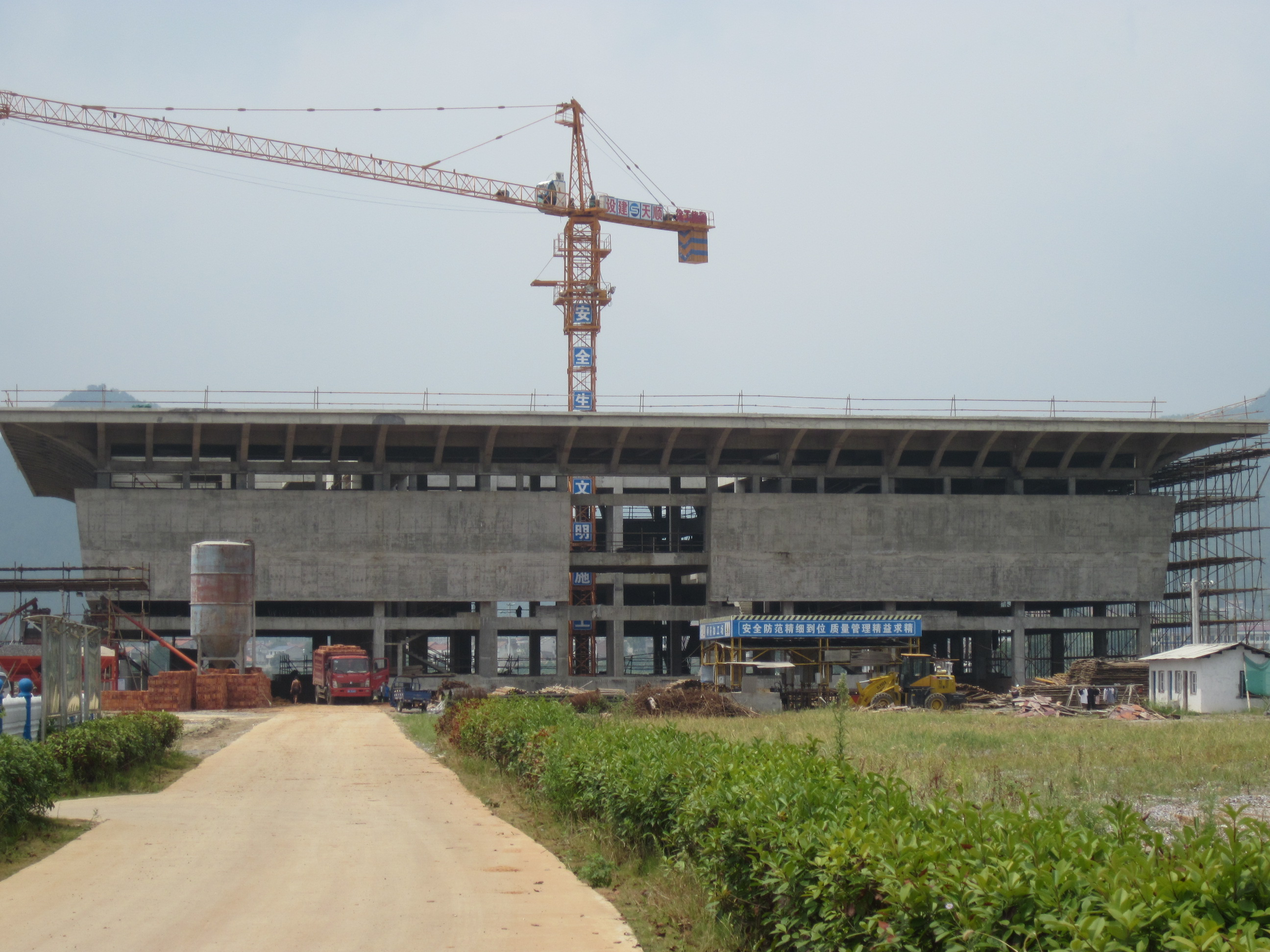
建设中的炭河里青铜博物馆

2012年9月26日，博物馆动工建设。
2016年9月30日，博物馆正式开馆。

## 建筑展览
博物馆规划总面积800亩，建筑面积8662平方米。主体建筑的设计结合四羊方尊及大禾方鼎，分为两层，一楼是主展厅，二楼是宁乡陈列馆、学术报告厅、3D影院等。博物馆展览主线为“中国青铜文明发展史--炭河里方国再现--青铜文明解读”。